# Дача (Рядовая улица, 16)
Дача на Рядовой улице, 16 — памятник архитектуры. Расположен в Приморском районе Санкт-Петербурга, в Ольгино.
Дом построен в конце 1900-х годов. Он небольшой, крыши разновысокие, полувальмовые, с высокой шатровой кровлей над выступающим прямоугольным объёмом на углу здания. Декором фасада служит расстекловка «в шашечку» больших лежачих окон, рядом с ними расположены большие окна с полуциркульными завершениями.